# Schönengrund

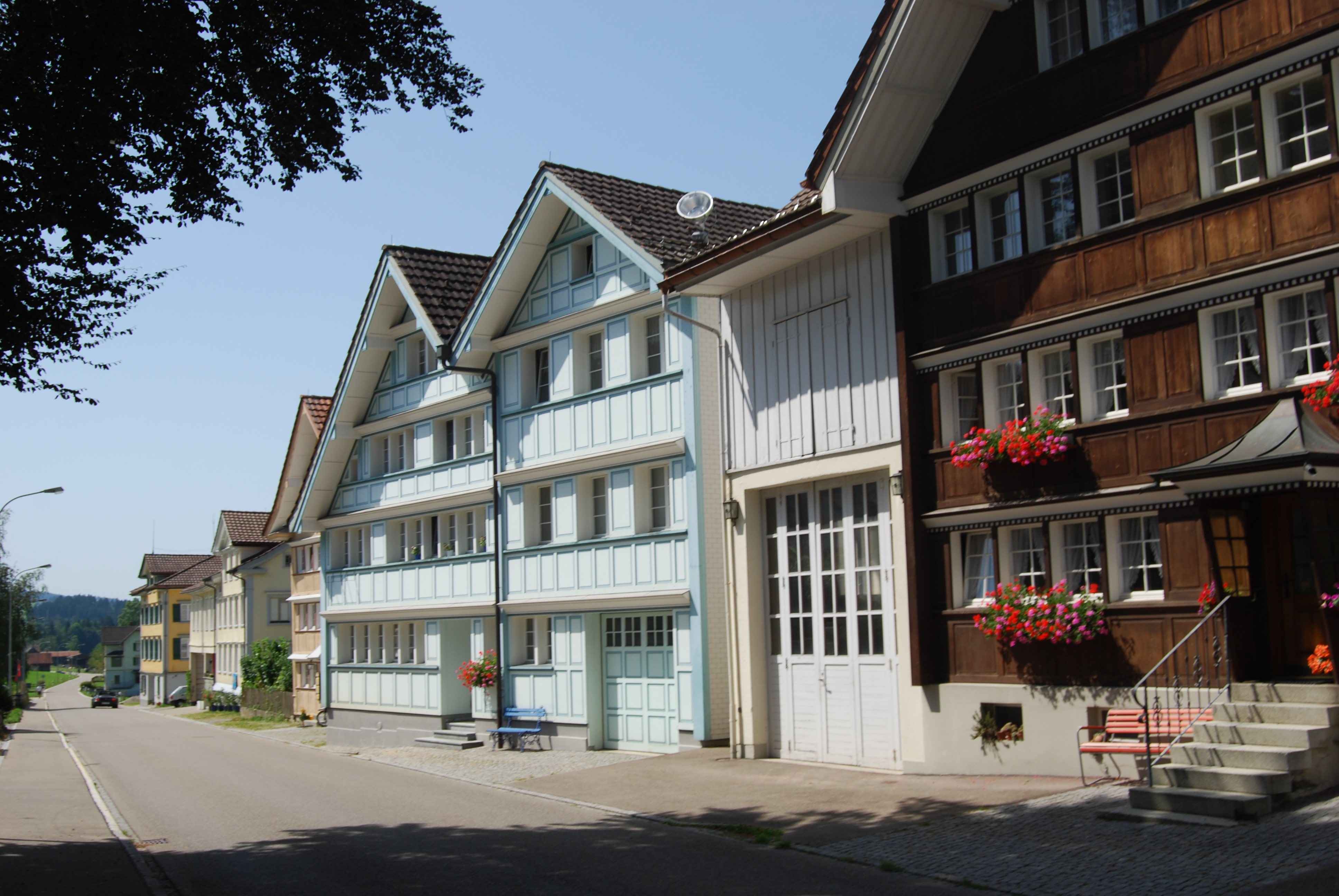
Schönengrund.

Schönengrund (schweizertyska: Im Schönegrond) är en ort och kommun i kantonen Appenzell Ausserrhoden i Schweiz. Kommunen har 556 invånare (2023).